# رابا
رابا (به مجاری: Rába) شرکت خودروسازی مجارستانی است، که در سال ۱۸۹۶ تأسیس شد. در فاصله سال‌های ۱۹۱۲ تا ۱۹۱۴ شعبه‌ای از کارخانه خودروسازی مجارستان، در شهر دیور بود.
از سال ۱۹۱۴ با نام راب فعالیت نمود، که بعدها به رابا تغییر نام داد. امروزه این شرکت انحصار واردات خودرو در کشور مجارستان را در اختیار دارد و بیشتر به‌عنوان واردکننده برندهایی چون بنز و دایملر فعالیت می‌کند.

## نگارخانه

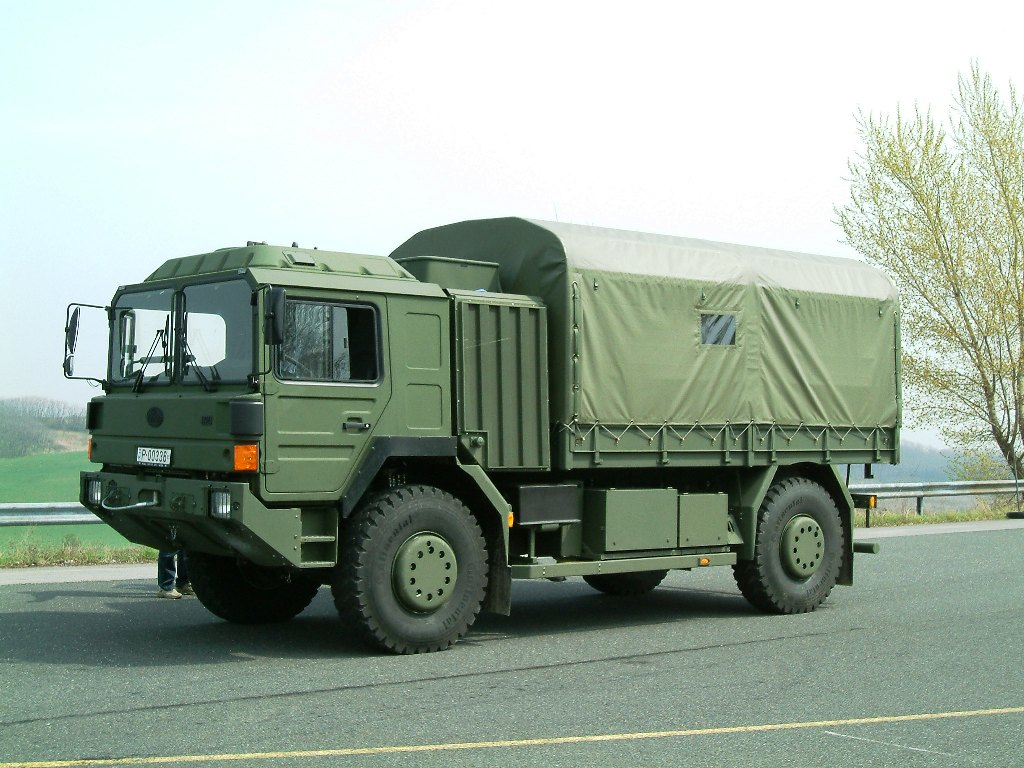
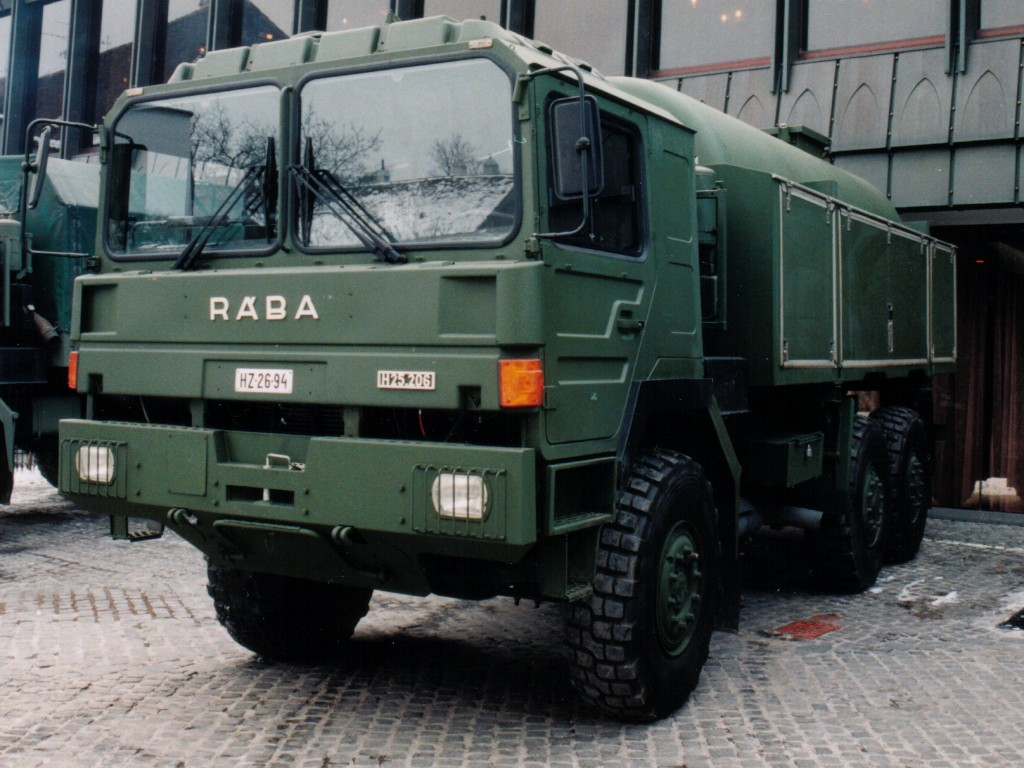
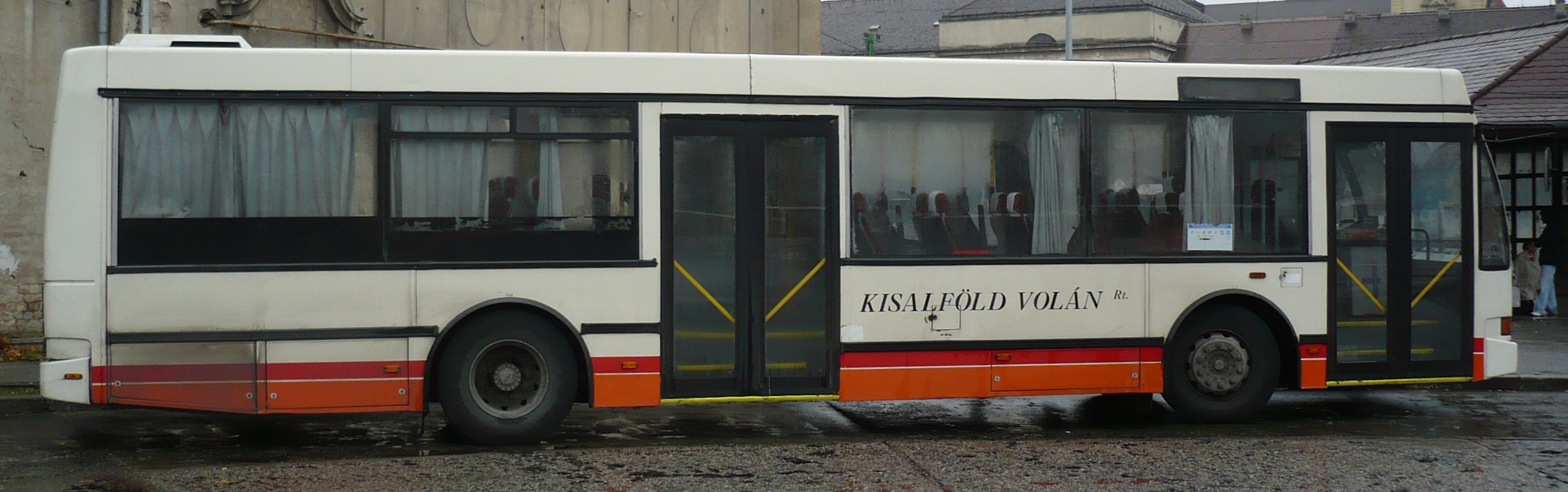
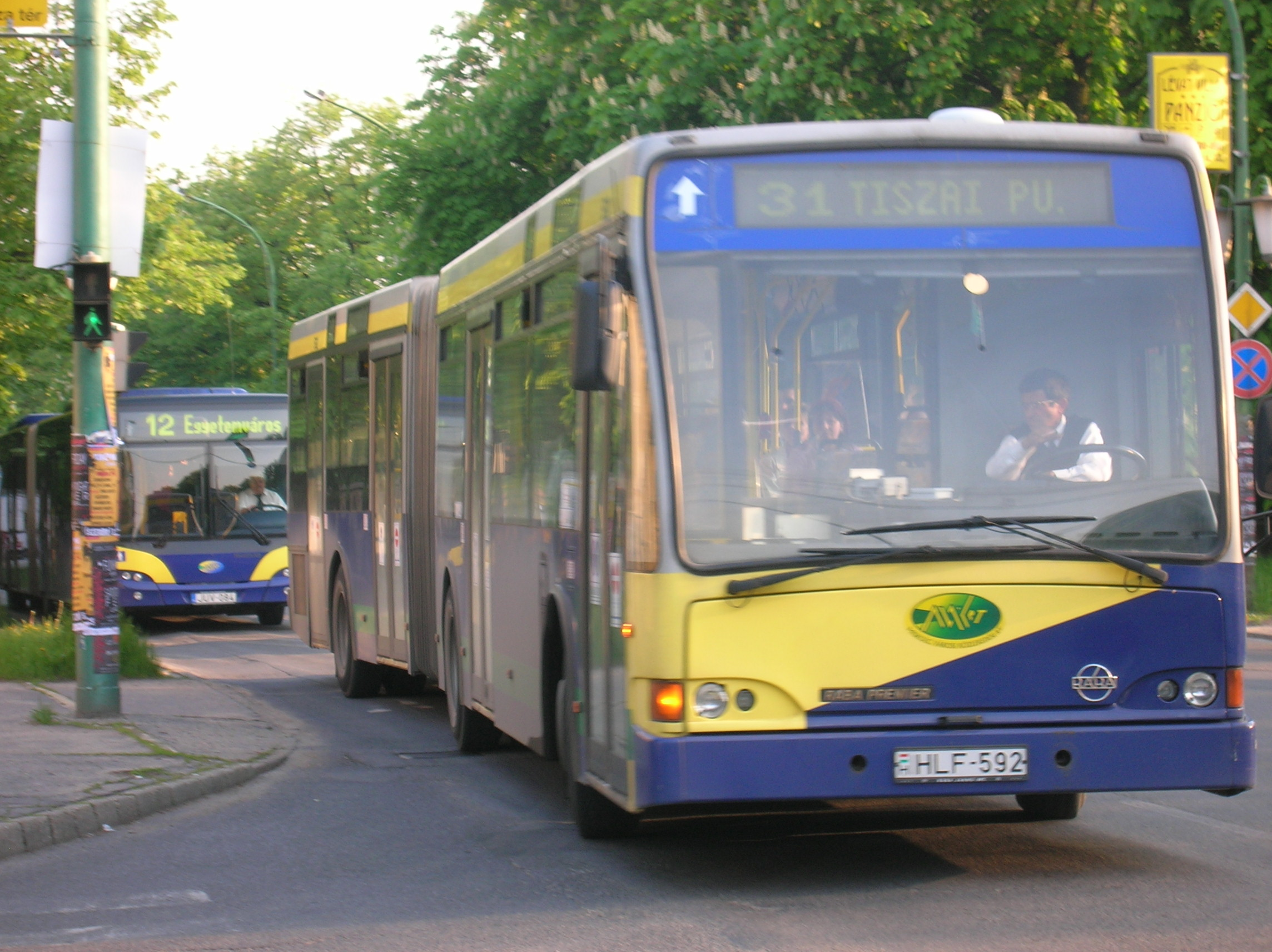
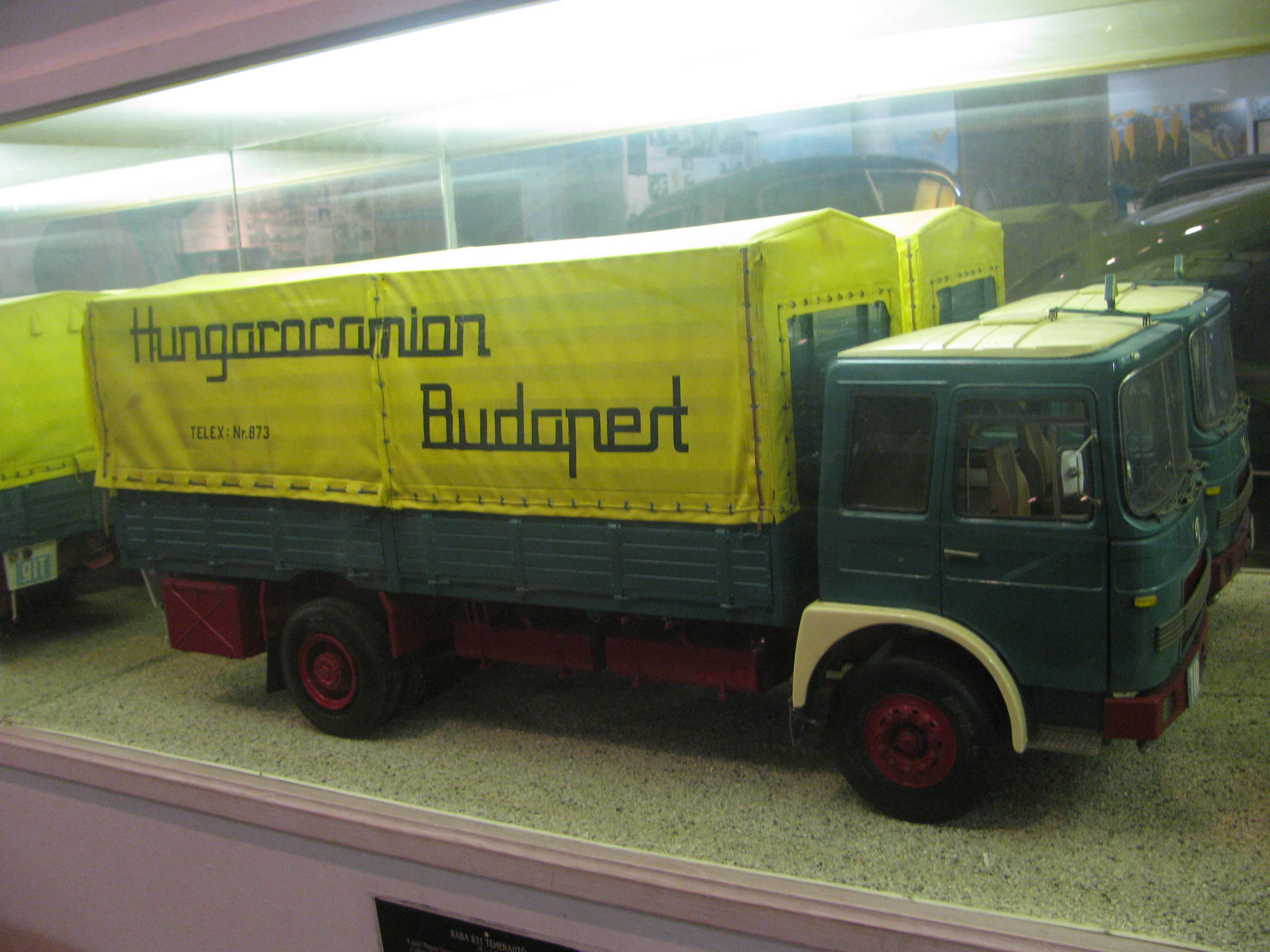
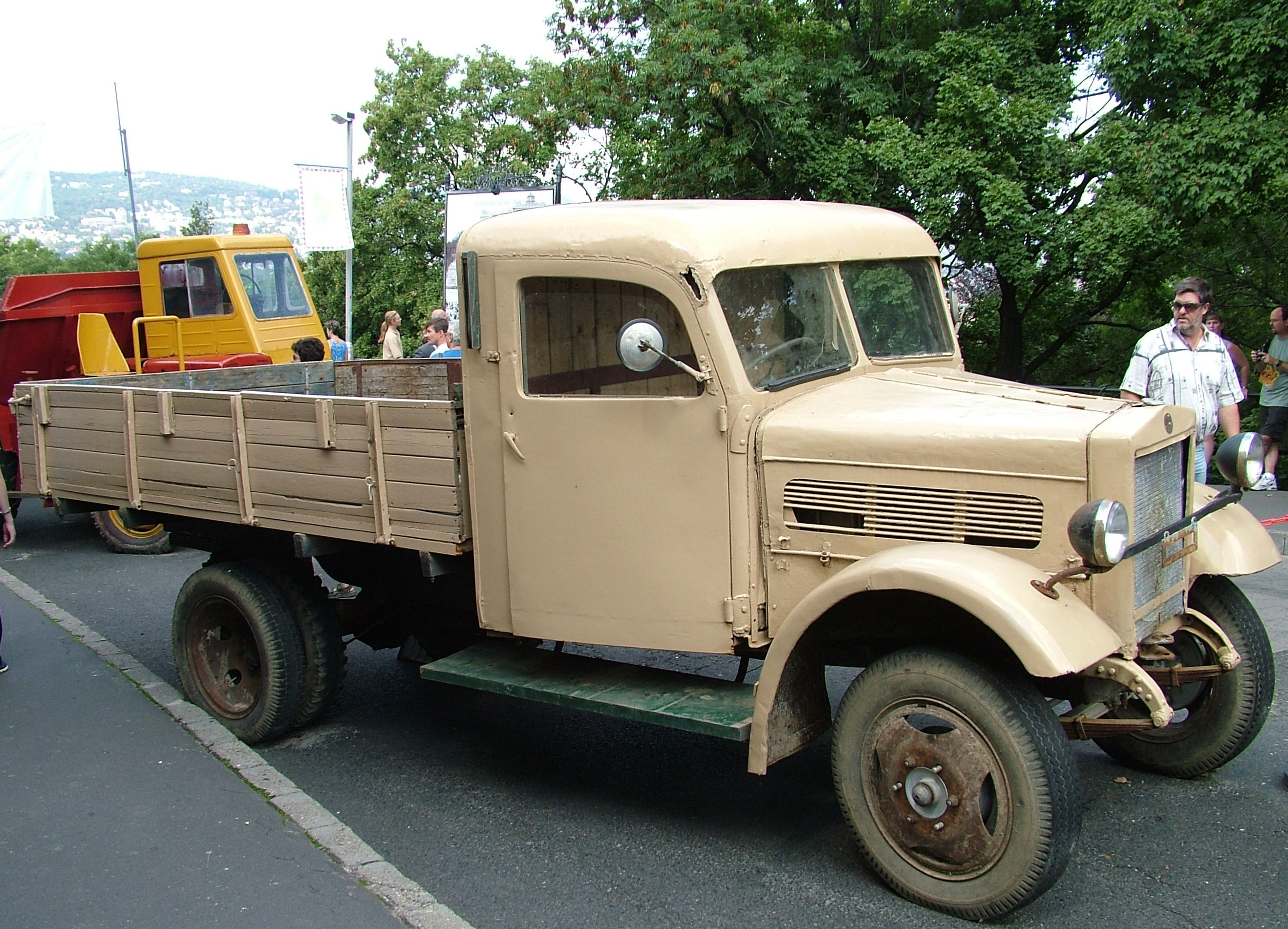
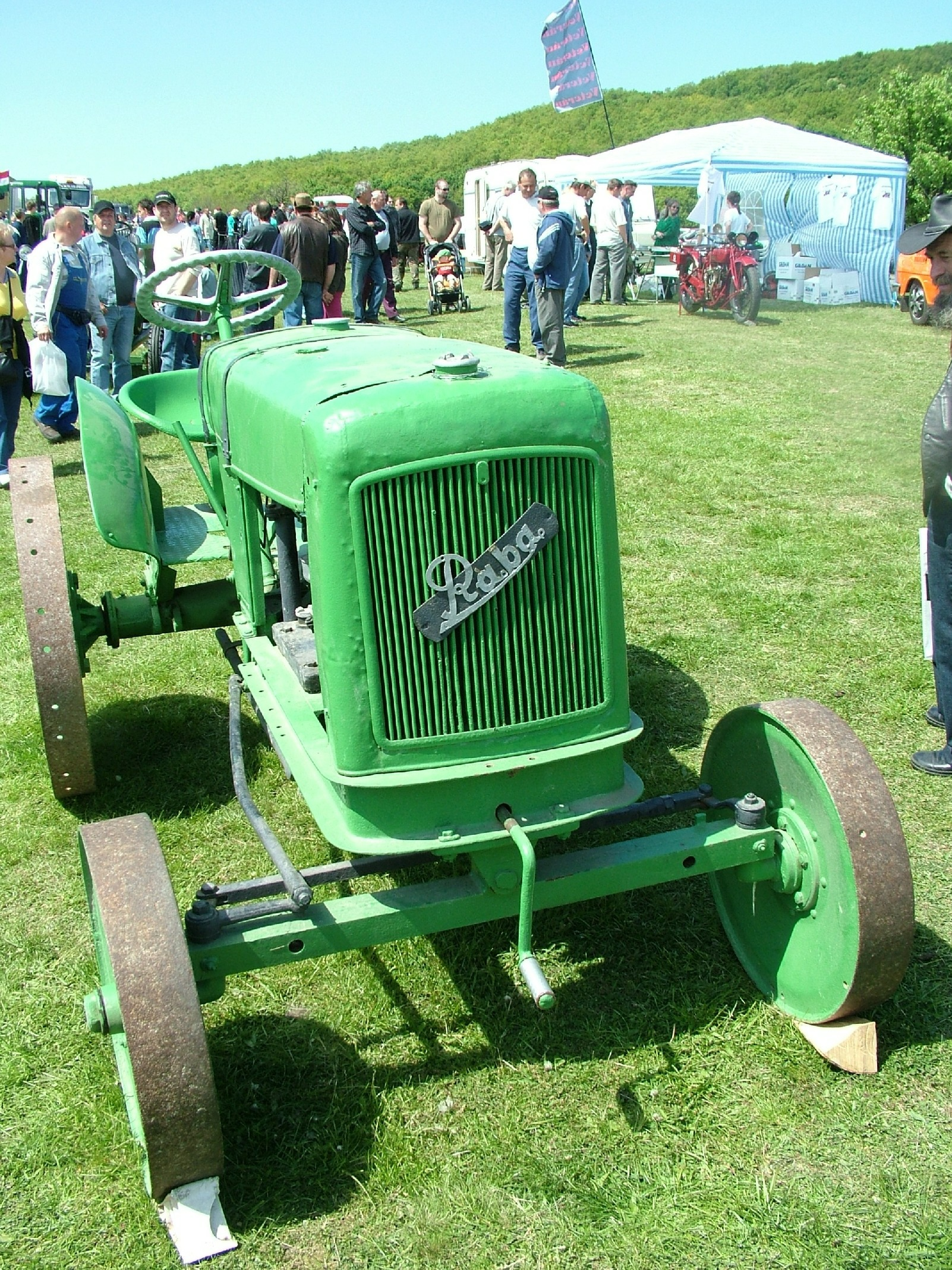
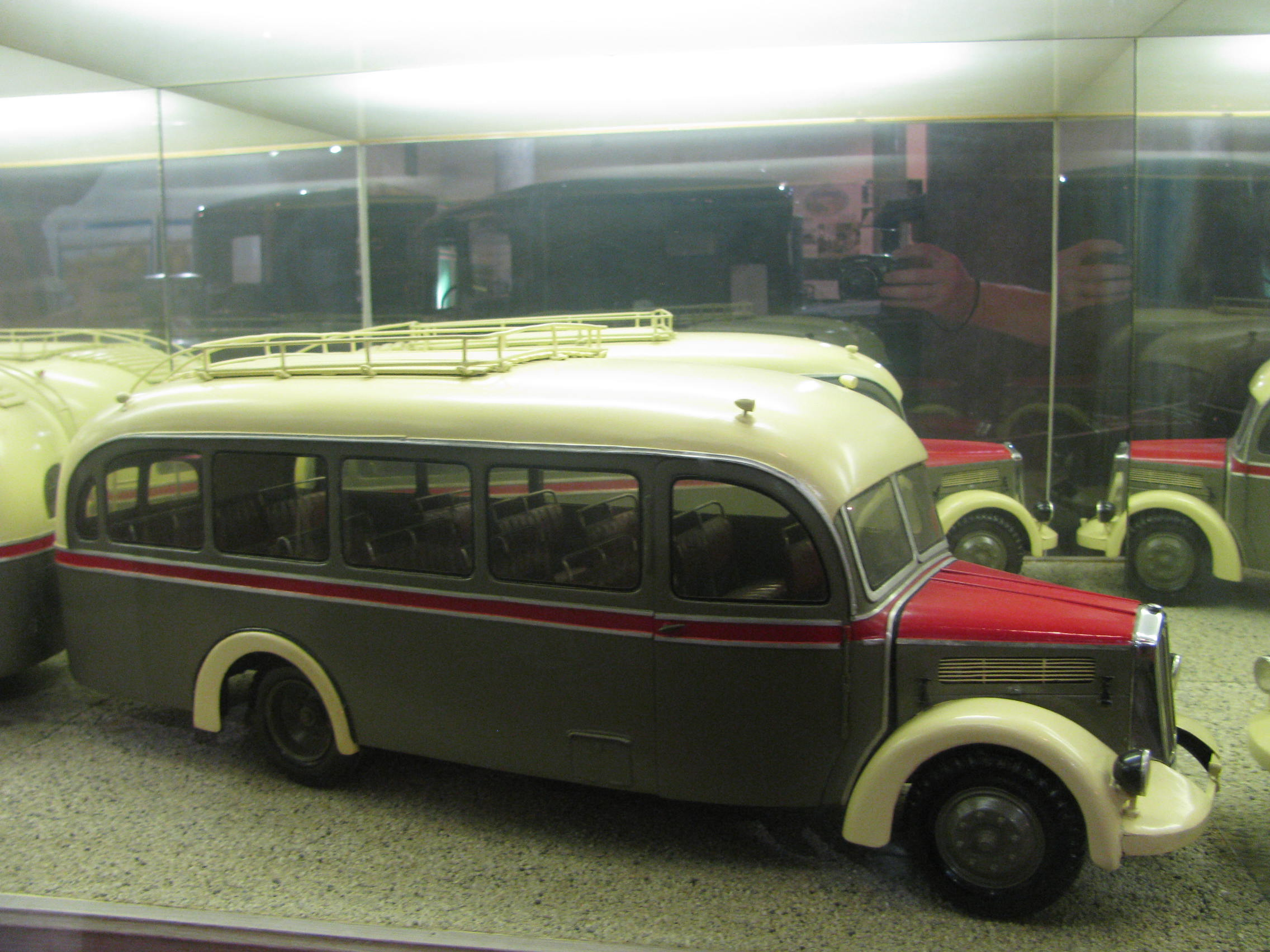